# Herbert Rappaport
Herbert Rappaport, auch Gerbert Morizewitsch Rappaport (russisch Герберт Морицевич Раппапорт; * 7. Juli 1908 in Wien; † 5. September 1983 in Leningrad; gebürtig Herbert Jacob Otto Rappaport) war ein österreichisch-sowjetischer Filmregisseur.

## Leben
Der Sohn des Psychoanalytikers Moritz Rappaport war bereits 1925 als Regieassistent an den Dreharbeiten von Georg Wilhelm Pabsts in Wien entstandenem Klassiker Die freudlose Gasse beteiligt. Anschließend besuchte er bis 1927 die Filmhochschule und studierte 1927 bis 1928 Jura an der Universität Wien.
1928 ging er nach Berlin, arbeitete für die Nero-Film AG und pendelte zwischen Berlin und Paris. In Berlin wurde Rappaport erneut von Pabst als Regieassistent übernommen, unter anderem bei Skandal um Eva, Kameradschaft, Die Dreigroschenoper, Die Herrin von Atlantis und im Herbst 1932 in Frankreich bei Don Quichotte.

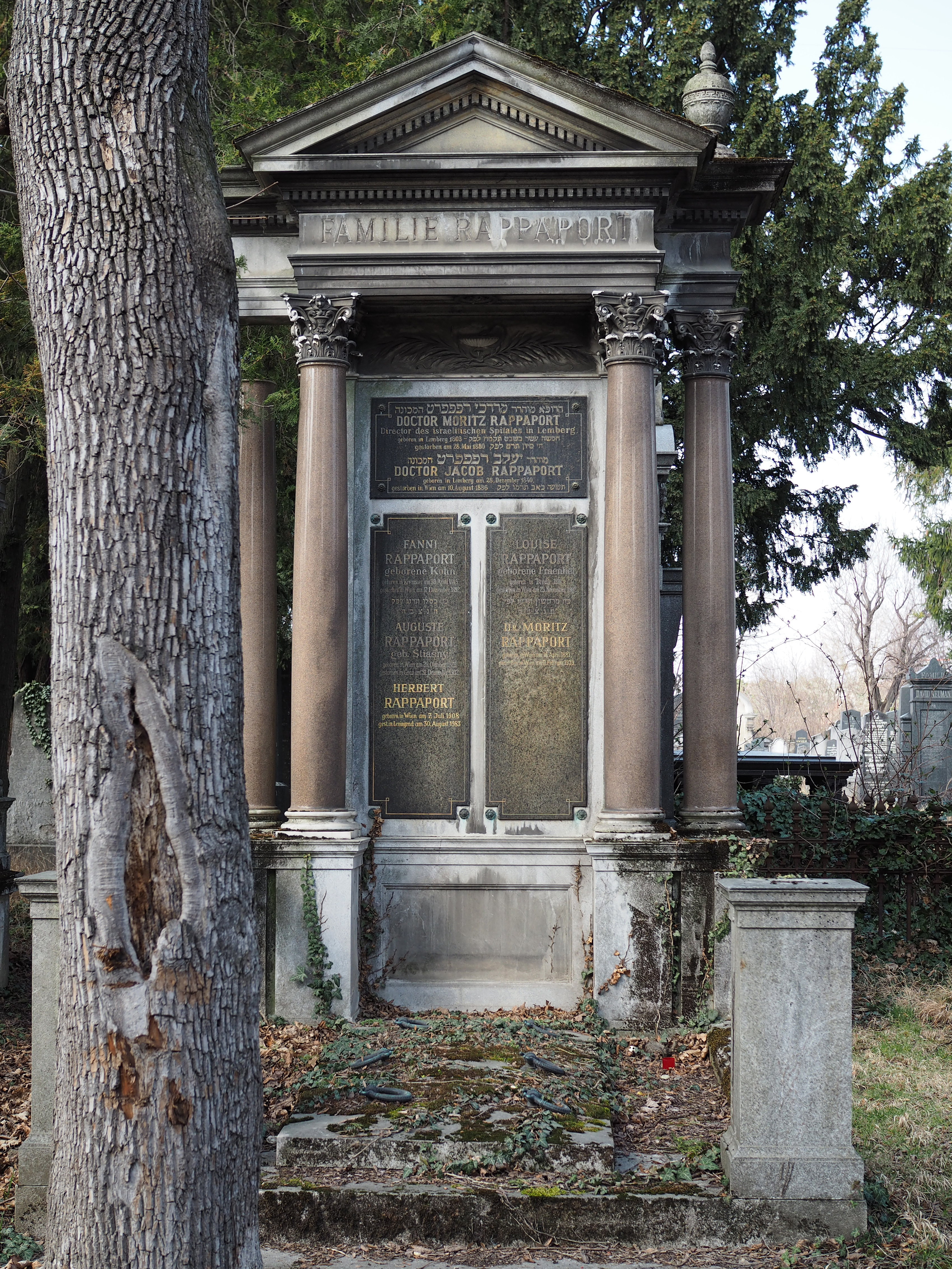
Grab von Herbert Rappaport in der Familiengruft auf dem Wiener Zentralfriedhof

Nach der Machtergreifung der Nationalsozialisten 1933 hielt er sich in Italien auf und 1934 bis 1936 in Hollywood an der Seite von Pabst. Dort lud ihn Boris Schumjazki, der Leiter des sowjetischen Filmkomitees, in die Sowjetunion ein, um für die Lenfilm das Anti-Nazi-Drama Professor Mamlock von Friedrich Wolf zu verfilmen.
Nach dem Erfolg dieser gemeinsam mit Adolf Minkin inszenierten Arbeit blieb Rappaport in der Sowjetunion und avancierte zu einem der wichtigsten Regisseure der Ära Stalin. Er drehte sehr unterschiedliche Filme, darunter Komödien, Musikfilme, Durchhalte-Kriegsfilme, Ballettinszenierungen, Krimis, heroisierende Biografien und Melodramen.
Nach dem Krieg lebte der Träger des Stalinpreises in Riga. In späteren Jahren erhielt er nur noch wenige bedeutendere Regieaufträge. Die Umstände seines Todes sind nicht völlig geklärt. Da er in sowjetischen Nachschlagewerken als sowjetischer Regisseur aufgeführt wird, war er vermutlich im Besitz der sowjetischen Staatsbürgerschaft.
Herbert Rappaport ruht in der alten israelitischen Abteilung des Wiener Zentralfriedhofes.

## Filmografie (Auswahl)
- 1938: Professor Mamlock (Профессор Мамлок; Professor Mamlok)
- 1939: Der Gast (Gost)
- 1940: Eine musikalische Geschichte (Musykalnaja istorija)
- 1941: Hundert für Einen (Sto sa odnogo)
- 1943: Der Luftkutscher (Wosduschny iswostschik)
- 1947: Abseits vom Leben (Elu tsitadellis)
- 1949: Das erste SOS (Aleksander Popow)
- 1951: Licht über Kordii (Valgus Koordis)
- 1953: Der Traum eines Fußballfans (Son bolelschtschika)
- 1961: Wie sehr sich auch der Faden dreht (Kak werewotschka ni wjetsja)
- 1963: Tscheremuschki
- 1966: Zwei Tickets für die Nachmittagsvorstellung (Dwa bileta na dnewnoi seans)
- 1971: Schwarzer Zwieback (Tschornyje suchari; auch Drehbuch)
- 1972: Krug (auch Drehbuch)
- 1976: Das geht mich nichts an (Menja eto ne kassajetsja; auch Drehbuch)